# Offshore-Windpark Khai Long
Khai Long ist ein in Bau befindlicher Offshore-Windpark in Vietnam im Südchinesischem Meer. Der Windpark ist der erste Offshore-Windpark des Landes und befindet sich in der Provinz Cà Mau nahe der südwestlichen Meeresküste (nearshore-Park). Er gliedert sich in zwei Phasen. Beide werden von der Firma Cong Ly projektiert, die auch später Inhaber und Betreiber sein soll. Das Projekt wird durch das Clean Energy Development Program gefördert.

## Phase I
In der ersten Phase werden zurzeit 50 Windenergieanlagen der Firma General Electric Energy installiert. Diese werden eine Gesamtleistung von 100 MW haben. Auf einer Land- und Meeresfläche von 21,65 km² wird der Park seit 2016 erbaut. Bis 2018 sollen die Bauarbeiten abgeschlossen sein.

## Phase II
Mit Stand September 2016 befindet sich die zweite Phase in Planung. In dieser sind zusätzliche 200 MW geplant. Für diese Erweiterung würden etwa 48 km² Fläche benötigt.